# 恋のブギ・ウギ・トレイン
「恋のブギ・ウギ・トレイン」（こいのブギ・ウギ・トレイン）は、アン・ルイスの17枚目のシングル。1979年12月20日にビクター音楽産業から発売された。規格品番はSV-6672。

## 概要
山下達郎が作曲とプロデュースを担当した作品で、作詞を手掛けた吉田美奈子と共にコーラスにも参加している。ジャケットにはタイトルの英語表記である「BOOGIE WOOGIE LOVE TRAIN」とも記載されている。
1993年9月22日 SINGLE CD (VIDL-10385)発売
1. 恋のブギ・ウギ・トレイン
2. 愛・イッツ・マイ・ライフ
3. 恋のブギ・ウギ・トレイン (オリジナル・カラオケ)
4. 愛・イッツ・マイ・ライフ (オリジナル・カラオケ)

2020年9月2日にはMEG-CDとして復刻された。規格品番はVODL-30137。
「恋のブギ・ウギ・トレイン」は、作者の山下もライブでカバーしており、ライブ・アルバム『JOY –TATSURO YAMASHITA LIVE–』に収録している。また、両曲とも、山下が他アーティストに提供した作品を集めた、ファンクラブ通販企画CD『THE WORKS OF TATSURO YAMASHITA Vol.1 –山下達郎作品集 Vol.1–』に収録された。

## 収録曲
A・B面ともに、作詞: 吉田美奈子 / 作曲・編曲: 山下達郎
1. 恋のブギ・ウギ・トレイン（4分3秒）
※ダイエー・1980年バレンタイン・キャンペーンCMソング（本人出演）
2. 愛・イッツ・マイ・ライフ（4分11秒）

## その他のカバー
| 曲名                     | アーティスト                         | 収録作品                             | 発売日         | 備考                                                                                   |
| ------------------------ | ------------------------------------ | ------------------------------------ | -------------- | -------------------------------------------------------------------------------------- |
| 恋のブギ・ウギ・トレイン | 比莉                                 | アルバム『愛得太苛』                 | 1982年10月     | 題名「華麗的冒險=Fancy Adventure」                                                     |
| 恋のブギ・ウギ・トレイン | ZOO                                  | アルバム『Present Pleasure』         | 1991年12月15日 |                                                                                        |
| 恋のブギ・ウギ・トレイン | ちわきまゆみ                         | アルバム『EROTIC & PAIN』            | 1992年1月29日  |                                                                                        |
| 恋のブギ・ウギ・トレイン | 早見優                               | アルバム『Delicacy of Love』         | 2016年8月24日  |                                                                                        |
| 恋のブギ・ウギ・トレイン | シン・コイズミックスプロダクションズ | アルバム『恋のブギ・ウギ・トレイン』 | 2024年10月25日 | シン・コイズミックスプロダクションズは、小泉今日子、高木完、上田ケンジによるユニット。 |